# Liberiamo Robin Hood
Liberiamo Robin Hood (Robin Hoodwinked) è un film del 1958 diretto da William Hanna e Joseph Barbera. È il centotredicesimo cortometraggio della serie Tom & Jerry, distribuito il 6 giugno del 1958 dalla Metro-Goldwyn-Mayer.

## Trama
Nella foresta di Sherwood sono radunati gli amici di Robin Hood. Uno di loro annuncia che quest'ultimo si trova rinchiuso nella prigione della contea, che è guardata a vista da uomini armati: verrà impiccato all'alba e loro non possono fare niente. Jerry e Tuffy origliano il discorso e decidono di andare a liberare Robin. Poco dopo raggiungono la prigione e, dopo aver superato le guardie, penetrano nelle segrete, dove trovano la cella in cui è rinchiuso Robin e la chiave che apre la cella, che però è custodita da Tom, il carceriere.
Dopo essere riusciti con molte difficoltà a mettere il gatto fuori combattimento, i topi danno la chiave a Robin Hood. Poco dopo Tom scopre che il ladro è fuggito, così si mette a suonare l'allarme. Mentre i soldati lanciano le frecce, Robin Hood fugge, tuffandosi nel fossato attorno alla prigione. Tuffy esulta per la libertà di Robin, ma subito dopo viene colpito da una freccia, che lo spedisce su un albero vicino appeso per il pannolino. Alla fine Jerry e Tuffy se ne vanno, mentre quest'ultimo canta allegramente ancora appeso alla freccia che Jerry trasporta.